# 華宗智
華宗智（1874年—1921年），號禹勤（一作雨岑），四川省長壽縣渡舟鄉華家牌坊人(現小橋村)人。清朝官员。进士出身。

## 生平
光緒二十九年（1903年）癸卯科二甲进士。光緒三十三年（1907年），引見進士館畢業學員，庶吉士華宗智著以知縣歸部即選。任福建邵武府建宁县知县。此后任長壽縣參事會第一屆參事員。